# Lophocampa walkeri
Lophocampa walkeri är en fjärilsart som beskrevs av Rothschild 1910. Lophocampa walkeri ingår i släktet Lophocampa och familjen björnspinnare. Inga underarter finns listade i Catalogue of Life.